# Клюномуцунест кит на Грей
Клюномуцунестият кит на Грей (Mesoplodon grayi) е вид бозайник от семейство Hyperoodontidae.

## Разпространение
Видът е разпространен в Австралия (Виктория, Западна Австралия, Нов Южен Уелс, Тасмания и Южна Австралия), Аржентина (Буенос Айрес, Огнена земя и Чубут), Бразилия, Малдиви, Нова Зеландия (Антиподи, Кермадек и Чатъм), Перу, Уругвай, Фолкландски острови, Френски южни и антарктически територии (Амстердам, Кергелен, Крозе, Остров Пол), Хърд и Макдоналд, Чили, Южна Африка (Марион и Принц Едуард) и Южна Джорджия и Южни Сандвичеви острови.